# 第6號交響曲 (蕭士塔高維奇)
b小調第6號交響曲，作品54，是俄國作曲家蕭士達高維契的音樂作品。創作於1939年，並於同年11月由穆拉文斯基率領列寧格勒管絃樂團作首演。然而，首演日期卻有兩個不同的版本，一個是11月5日，另一個則為11月21日－剛好是他的第5號交響曲的首演後兩年。

## 創作背景[3]
自從蕭士達高維契以《第5號交響曲》回應了斯大林對他「混沌取代了音樂」的指控後（刊於1936年1月《真理報》社論，後來歷史學者的研究普遍相信這篇文章其實是斯大林所撰寫的），並獲得官方所接納後，他就多次和身邊的朋友和學生提及，下一首交響曲將會是大規模的「列寧交響曲」。他並且已經有了創作大綱：結合獨唱、合唱和樂隊的合唱曲；並選取了詩人弗拉基米爾·馬雅科夫斯基的一首歌頌列寧的詩。可是，這首詩顯然令蕭士達高維契感到吃力，使他嘗試尋找其他作家的作品。在1939年1月的一次電台訪問中，他顯然沒有再提及「列寧交響曲」的想法。而到了同年9月，他寫成了第六交響曲後，向傳媒發表了以下的談話：
|  | 第六交響曲的音樂特徵，將會與具情緒化的第五交響曲很不相同。第五是既具悲劇性而又帶緊張性，而第六則以富沉思而具抒情為主導。我希望藉此傳達春天、 快樂、和年青的情緒。 |

《第6號交響曲》的首演相當成功，終樂章更加被要求再加奏一次。之後的評論亦指出這首作品讓作曲家對「形式主義」更為疏遠了。然而，後來卻同樣出現相反的評論，認為這首樂曲的寫作手法和結構都很笨拙，各種的情緒並列在一起令人感到刺耳。後來在1946年受到了第二次譴責時，這首和隨後的第八及第九交響曲都被評為「形式主義」而遭禁演。

## 配器
- 木管樂器：短笛、2長笛、2雙簧管、英國管、高音單簧管（第2樂章兼任第3單簧管）、2單簧管、低音單簧管、2巴松管、低音巴松管（第2樂章兼任第3巴松管）
- 銅管樂器：4圓號、3小號、3長號、大號
- 敲擊樂器：定音鼓、三角鐵、大鼓、小鼓、鈸、鑼、鈴鼓、木琴
- 鍵盤樂器：鋼片琴
- 絃樂器：第1小提琴、第2小提琴、中提琴、大提琴、低音提琴、豎琴

## 結構
本樂曲共分為三個樂章，第一樂章的長度比之後的兩個樂章的總長度還要長。值得留意的是，作曲家在三個樂章均採用了ABAB的結構（亦可稱為沒有發展部的奏鳴曲式）。
- 第1樂章：慢板（Largo），4/4為主，約18-20分鐘
- 第2樂章：快板（Allegro），3/8，約5-6分鐘
- 第3樂章：急板（Presto），2/2，中段為3/4，約7-8分鐘

這是一首帶有加洛普舞曲風格的樂章，而A段的內結構亦採用了迴旋曲式的結構。第1小提琴奏出輕快的主題，甚有羅西尼《威廉·泰爾》序曲的影子（作曲家後來在《第15號交響曲》中更將原旋律直接套用），是引用第一樂章中的第2部份旋律。木管樂則作出呼應；副題部份則以模仿主題而作出變化，包括調性，旋律方向或逆向行走等。過場後進入B段三拍子的樂段，先由低音樂器奏出連續的四分音符，乃來自第一樂章第1部份，及後中提琴及小提琴依次序加入，並將持續的四分音後再加上帶附點及“短長”節奏的第二主題，圓號及大提琴隨即回應，小號的過場帶至木琴、木管和絃樂為主的第二副題，並在急速的上行音階和定音鼓的獨奏中進入第一個高潮。經過第二副題轉調重現後，氣氛趨向平靜，巴松管、長笛、雙簧管和短笛先後出現獨奏樂句，最後由獨奏小提琴總結並重回A段。經過大提琴的簡短過場後，由一下三角鐵敲響起，木管將主題轉為大調，絃樂雖然試圖作出干擾，但銅管樂最後把調性撥回，並進入改以2/2拍子及經增值後的B段主題為素材的終結段，營造出如《第5號交響曲》終曲的熱鬧，但多一份歡躍感的進行曲，銅管和敲擊將樂曲帶到另一個高潮，並且果斷地結束。

## 外部連結
- 香港已故樂評人陳浩才先生談蕭士塔高維奇《第6號交響曲》 （页面存档备份，存于）